# 風の遺産
『風の遺産』（かぜのいさん、Inherit the Wind）は1960年のアメリカ合衆国の映画。1925年に起きた「進化論裁判」を脚色した1955年発表の同名演劇を映画化している。監督はスタンリー・クレイマー。出演はスペンサー・トレイシーなど。
日本では「聖書への反逆」という題でテレビ放映された。

## キャスト
※括弧内は日本語吹替
- ヘンリー・ドラモンド：スペンサー・トレイシー（森山周一郎）
- マシュー・ブレディ：フレドリック・マーチ（久松保夫）
- ホーンベック：ジーン・ケリー（井口成人）
- サラ・ブレディ：フローレンス・エルドリッジ
- バートラム・T・ケイツ：ディック・ヨーク
- レイチェル・ブラウン：ドナ・アンダーソン
- メルル・コフィー裁判官：ハリー・モーガン
- ジェレミア・ブラウン牧師：クロード・エイキンス

※初回放送1974年10月26日 TBS 14:30-16:00 ※DVD収録(正味約74分)

## スタッフ
- 監督・製作：スタンリー・クレイマー
- 脚本：ネイサン・E・ダグラス、ハロルド・ジェイコブ・スミス
- 撮影：アーネスト・ラズロ
- 編集：フレデリック・クナットソン
- 音楽：アーネスト・ゴールド

## 受賞歴
| 年   | 賞                                   | カテゴリー                        | 候補者                                    | 結果       |
| ---- | ------------------------------------ | --------------------------------- | ----------------------------------------- | ---------- |
| 1960 | ベルリン国際映画祭                   | 金熊賞                            | スタンリー・クレイマー                    | ノミネート |
| 1960 | ベルリン国際映画祭                   | 男優賞                            | フレドリック・マーチ                      | 受賞       |
| 1960 | ベルリン国際映画祭                   | 若者に適した最優秀長編映画賞      | スタンリー・クレイマー                    | 受賞       |
| 1960 | ナショナル・ボード・オブ・レビュー賞 | 作品賞トップ10                    | 本作                                      | 受賞       |
| 1961 | アカデミー賞                         | 主演男優賞                        | スペンサー・トレイシー                    | ノミネート |
| 1961 | アカデミー賞                         | 脚色賞                            | ネイサン・E・ダグラス ハロルド・J・スミス | ノミネート |
| 1961 | アカデミー賞                         | 撮影賞（白黒）                    | アーネスト・ラズロ                        | ノミネート |
| 1961 | アカデミー賞                         | 編集賞                            | フレデリック・クナットソン                | ノミネート |
| 1961 | 英国アカデミー賞                     | 作品賞                            | スタンリー・クレイマー                    | ノミネート |
| 1961 | 英国アカデミー賞                     | 主演男優賞                        | フレドリック・マーチ                      | ノミネート |
| 1961 | 英国アカデミー賞                     | 主演男優賞                        | スペンサー・トレイシー                    | ノミネート |
| 1961 | ゴールデングローブ賞                 | 映画部門 作品賞（ドラマ部門）     | スタンリー・クレイマー                    | ノミネート |
| 1961 | ゴールデングローブ賞                 | 映画部門 主演男優賞（ドラマ部門） | スペンサー・トレイシー                    | ノミネート |